# Matisia palenquiana
Matisia palenquiana là một loài thực vật có hoa thuộc họ Malvaceae theo nghĩa rộng (sensu lato) hoặc Bombacaceae.
Loài này chỉ có ở Ecuador.
Môi trường sống tự nhiên của chúng là rừng ẩm vùng đất thấp nhiệt đới hoặc cận nhiệt đới và vùng núi ẩm nhiệt đới hoặc cận nhiệt đới.
Chúng hiện đang bị đe dọa vì mất môi trường sống.